# Zelioni Kurgan
Zelioni Kurgan (en rus: Зелёный Курган) és un poble (un possiólok) de l'óblast d'Uliànovsk, a Rússia, que el 2010 tenia 2 habitants. Pertany al districte municipal de Kuzovàtovo.